# 汪士锺
汪士鐘（?—?），字春霆，号阆源。清苏州府长洲县（今江苏省苏州市）人。
汪文琛之子。好读书，遍读其父所藏之书，藏書處稱為藝芸書舍，多收集黄丕烈、周锡瓒、袁寿阶、顾抱冲所藏。阮元曾赠汪士钟：“万卷图书皆善本，一楼金石是精摹。”咸丰年间，汪氏藏书散出。杨以增任江南河道总督期间购得汪士钟旧藏，借助官方漕运粮船运回聊城。